# Tàu điện ngầm Bruxelles
Tàu điện ngầm Bruxelles (tiếng Pháp: Métro de Bruxelles, tiếng Hà Lan: Brusselse metro) là một hệ thống vận chuyển nhanh phục vụ một phần lớn của Vùng thủ đô Bruxelles của Bỉ. Nó bao gồm bốn đường xe điện ngầm thông thường và ba tuyến premetro (tiền metro). Các đường tàu điện ngầm lớp là M1, M2, M5, và M6  với một số phần chia sẻ, chiều dài tổng cộng 39,9 km (24,8 dặm), với 59 59 nhà ga chỉ cho tàu điện ngầm. Các mạng premetro gồm ba dòng xe điện (T3, T4 và T7) mà một phần đi qua phần ngầm đã được người ta dự kiến cuối cùng sẽ được chuyển đổi thành đường tàu điện ngầm. Các nhà ga ngầm trong mạng premetro sử dụng thiết kế tương tự như các nhà ga tàu điện ngầm. Một vài phần đường xe điện ngầm ngắn tồn tại, do đó, có chiều dài tổng cộng 52,0 km tàu điện ngầm và mạng lưới xe điện. Có tổng cộng 69 ga tàu điện ngầm và premetro thời điểm năm 2011.
Phần lớn phần chung của hai tuyến đầu tiên (giữa ga tàu điện ngầm De Brouckère và ga Schuman) đã được khánh thành ngày 17 tháng 12 năm 1969 dưới dạng premetro tàu điện mặt đất, chuyển đổi vào năm 1976 với hai tuyến đầu tiên tàu điện ngầm, sau đó được coi như một dòng với hai chi nhánh, giữa De Brouckère và Tomberg và giữa De Brouckère với Beaulieu. Hệ thống metro thuộc quản lý của STIB/MIVB (tiếng Pháp: Société des Transports Intercommunaux de Bruxelles, tiếng Hà Lan: Maatschappij voor het Intercommunaal Vervoer te Brussel). Năm 2011, hệ thống metro này đã vận thực hiện 125,8 triệu lượt chuyến, and it was used for 138.3 million journeys in 2012. Hệ thống metro là một phương tiện giao thông quan trọng, nối sáu nhà ga đường sắt của Công ty đường sắt quốc gia Bỉ, và nhiều trạm xe điện mặt đất và trạm xe buýt vận hành bởi STIB/MIVB, và với các trạm xe buýt Flemish De Lijn và Walloon TEC.
Vào ngày 22 tháng 3 năm 2016, ga Maelbeek đã bị đánh bom, giết chết khoảng 20 người và làm bị thương 106. Nhà nước Hồi giáo Iraq và Levant (ISIL) đã nhận trách nhiệm.